# بغلوتيكاز
بغلوتيكاز هو دواء يستخدم لعلاج النقرس المزمن الشديد والمقاوم للعلاج، طورته شركة سافينت للأدوية.
أقرت إدارة الغذاء والدواء الأمريكية استخدامه وتسويقه في الولايات المتحدة في أيلول 2010 بعد تجربتين سريريتين أثبتتا أن هذا الدواء يخفض مستويات حمض اليوريك ويقلل تراكم بلورات حمض اليوريك في المفاصل والأنسجة.
أما وكالة الأدوية الأوروبية، فقد أقرت استخدامه وتسويقه في كانون الثاني 2013 لعلاج النقرس التوفي المعيق، وقد كان بغلوتيكاز أول دواء يقر لهذا الاستخدام.
يعطى هذا الدواء عن طريق الوريد وتحت إشراف طبيب مفاصل.

## استخداماته الطبية
بغلوتيكاز هو اختيار علاجي لحوالي 3٪ من المرضى الذين لا يتقبلون العلاجات الأخرى. تعطى جرعة بغلوتيكاز عن طريق الوريد كل أسبوعين، وقد وجد أنه يخفض مستويات حمض اليوريك عند هؤلاء المرضى. كما أن مفيد في علاج التوف لكن أعراضه الجانبية أعلى.

## الأعراض الجانبية
قد يظهر استمناع مع بغلوتيكاز.